# Riserva naturale di Fanjingshan
La riserva naturale di Fanjingshan è una riserva della biosfera situata sui monti Wuling, in Cina. Dal punto di vista amministrativo, si estende attraverso varie contee della prefettura di Tongren, nel nord-est del Guizhou. 
Secondo l'UNESCO, che l'ha classificata riserva della biosfera, Fanjingshan è l'unico ecosistema di foresta primaria ad essersi conservato più o meno intatto a tale latitudine. Inoltre, la riserva ospita una specie endemica di scimmia, il rinopiteco dal mantello bianco, e una rara specie endemica di abete, Abies fanjingshanensis.
La riserva prende nome dal monte Fanjing (2.572 metri). L'area più particolare e visitata è la Nuova Cima dorata (2.336 metri), una vertiginosa guglia rocciosa con due vette gemelle, su cui sorgono il Tempio di Buddha e il Tempio di Maitreya, collegati da uno stretto ponte; è un luogo sacro buddista, chiamato dai cinesi Bodhimanda, luogo dell'illuminazione; è possibile raggiungerlo a piedi soltanto attraverso una lunga scalinata di quasi 9000 scalini.